# Goodenia virgata
Goodenia virgata är en tvåhjärtbladig växtart som beskrevs av R.C.Carolin. Goodenia virgata ingår i släktet Goodenia och familjen Goodeniaceae. Inga underarter finns listade i Catalogue of Life.